# 富河村
富河村（とみかわむら）は、かつて山梨県南巨摩郡にあった村。現在の南部町楮根（かぞね）・福士にあたる。

## 地理
- 山：篠井山、森山、貫ヶ岳、高ドッキョウ、青笹山
- 河川：富士川

## 沿革
- 1874年（明治7年） - 巨摩郡楮根村・福士村・万沢村が合併して富河村となる。
- 1878年（明治11年）7月22日 - 郡区町村編制法の施行により、富河村が南巨摩郡の所属となる。
- 1889年（明治22年）7月1日 - 町村制施行により、富河村の一部（大字楮根・福士）の区域をもって富河村が発足（残部は万沢村となる）。
- 1955年（昭和30年）2月11日 - 万沢村と合併して富沢町が発足。同日富河村廃止。

## 交通

### 道路
- 国道52号